# Грабовый, Пётр Григорьевич
Пётр Григо́рьевич Гра́бовый (род. 16 июня 1953, с. Гранов, Винницкая область, УССР) — советский и российский строитель, учёный, доктор экономических наук (1997), профессор (1998), заслуженный строитель РФ (2023), почётный работник высшего профессионального образования РФ (2009), почётный строитель России, почётный строитель города Москвы, действительный член (академик) общественной организации «Международная академия инвестиций и экономики строительства» (МАИЭС).
С 1997 года — заведующий кафедрой «Организация строительства и управление недвижимостью» (ОСУН) МИСИ-МГСУ, с 2010 по 2013 год — директор Института градорегулирования и управления недвижимостью (ИГУН) НИУ МГСУ.

## Биография
В 1972 году окончил Немировский строительный техникум, факультет промышленного и гражданского строительства. В 1972 году поступил во Львовский политехнический институт на вечернее отделение факультета промышленного и гражданского строительства, был призван в армию, перевелся на обучение в МИСИ, который и закончил в 1981 году по специальности «промышленное и гражданское строительство» с отличием.
С 1972 по 1989 год работал на стройках Западной Украины и Москвы мастером, начальником участка, главным инженером строительного управления, в том числе участвовал в возведении Дворца Спорта «Сокольники», чешского торгового представительства, ряда посольств зарубежных стран, жилого микрорайона Братеева и др.
В 1989—1996 годах — заведующий научно-исследовательской лабораторией организации и экономики строительства (НИЛОЭС) при кафедре организации строительства МИСИ-МГСУ.
В 1990 году защитил диссертацию на соискание ученой степени кандидата технических наук на тему «Выбор рационального сочетания предметной и технологической специализаций при строительстве крупных, сложных объектов (на примере АЭС)».
В конце 1980-х годов был одним из разработчиков и организаторов первых корпоративных структур в СССР, в том числе по созданию банков, страховых компаний, бирж, холдинговых компаний и др. С 1991 года участвует в разработке законодательной базы России, Украины, Казахстана, Узбекистана по вопросам эффективного функционирования рыночной экономики. В 1995 году консультант Правительства Казахстана по экономике, возглавляет Аналитический независимый центр при Минэкономики Казахстана. Входит в межгосударственную правительственную группу по экспертизе и анализу использования крупных инвестиционных проектов, реализуемых международными финансово-промышленными группами.
В 1997 году защитил диссертационную работу на тему «Проблемы управления рисками в экономической деятельности строительных предприятий» с присуждением ученой степени доктора экономических наук.
В 1998 году профессор кафедры «Организация строительства» МГСУ. С апреля 1997 года — заведующий кафедрой «Организация строительства» МГСУ, которая в мае 2000 года переименована в кафедру организации строительства и управления недвижимостью (ОСУН). С 2006 по 2010 год — декан вновь созданного на базе кафедры организации строительства и управления недвижимостью факультета «Высшая школа организации строительства, экспертизы и управления недвижимостью» МГСУ. С 2010 по 2013 год возглавлял Институт градорегулирования и управления недвижимостью МГСУ, образованный в результате объединения факультетов «Высшая школа организации строительства, экспертизы и управления недвижимостью» и «Городское строительство и хозяйство» МГСУ.
В 2023 году удостоен почётного звания «Заслуженный строитель Российской Федерации».

## Научная деятельность
П. Г. Грабовый является основоположником и создателем нового научно-образовательного направления — «Экспертиза и управление недвижимостью». По его инициативе в России открыта одноимённая специальность 270115 «Экспертиза и управление недвижимостью». С 1999 года является председателем учебно-методической комиссии по данной специальности.
С 2000 года — главный редактор международного научно-технического журнала «Недвижимость: экономика, управление».
С 2014 по 2022 год являлся председателем диссертационного совета Д 212.138.05 на базе НИУ МГСУ по специальности 08.00.05 — Экономика и управление народным хозяйство (экономика, организация и управление предприятиями, отраслями, комплексами (строительство); экономика инноваций). С 2022 года является председателем диссертационного совета 24.2.339.10 на базе НИУ МГСУ по научной специальности 5.2.3. Региональная и отраслевая экономика (экономика строительства и операций с недвижимостью; экономика инноваций).
Автор более 150 научных работ по вопросам, в том числе 12 учебников по различным аспектам макро-, мезо- и микроэкономики, в том числе в области экспертизы и управления недвижимостью. Работает по научному направлению, связанному с теорией управления рисками, экономикой управления недвижимостью и организацией строительного производства. Под редакцией Грабового вышел учебник «Сервейинг: организация, экспертиза, управление».
Под научным руководством П. Г. Грабового 16 человек защитили докторские и 28 человек кандидатские диссертации.

## Награды и звания
- Заслуженный строитель Российской Федерации (20 июля 2023) — за заслуги в области строительства и многолетнюю добросовестную работу
- Почётный работник высшего профессионального образования Российской Федерации (2009)[7]
- Медаль «В память 850-летия Москвы»
- Знак «Почетный строитель России»
- Почётное звание «Почётный строитель города Москвы»